# Radical 208
El radical 208, representado por el carácter "鼠" y que significa "rata"  es 1 de los 4 radicales Kangxi (214 radicales en total) que están compuestos de 13 trazos.
En el diccionario de Kangxi hay 92 caracteres (de entre 49.030) que se pueden encontrar bajo este radical.

## Galería
| Estilos antiguos                                 | Estilos antiguos                  | Estilos antiguos                        | Estilos antiguos                   | Estilos antiguos                   | Estilos empleados actualmente       | Estilos empleados actualmente  | Estilos empleados actualmente    | Estilos empleados actualmente   | Estilos empleados actualmente  |
|                                                  |                                   |                                         |                                    |                                    |                                     | 鼠                             | 鼠                               |                                 |                                |
| 甲骨文 jiǎgǔwén (escritura de huesos oraculares) | 金文 jīnwén (escritura de bronce) | 简帛 jiǎnbó (escritura de bambú y seda) | 篆文 zhuànwén (escritura de sello) | 篆文 zhuànwén (escritura de sello) | 隸書 lìshū (estilo de los escribas) | 楷書 kǎishū (estilo regular)   | 楷書 kǎishū (estilo regular)     | 行書 xǐngshū (estilo corriente) | 草書 cǎoshū (estilo de hierba) |
| 甲骨文 jiǎgǔwén (escritura de huesos oraculares) | 金文 jīnwén (escritura de bronce) | 简帛 jiǎnbó (escritura de bambú y seda) | 大篆 dàzhuàn (sello grande)        | 小篆 xiǎozhuàn (sello pequeño)     | 隸書 lìshū (estilo de los escribas) | 繁體／繁体 fántǐ (tradicional) | 简体／簡體 jiǎntǐ (simplificado) | 行書 xǐngshū (estilo corriente) | 草書 cǎoshū (estilo de hierba) |

## Caracteres con el radical 208
| trazos | carácter                |
| ------ | ----------------------- |
| + 0    | 鼠 鼡                   |
| + 4    | 鼢 鼣 鼤                |
| + 5    | 鼥 鼦 鼧 鼨 鼩 鼪 鼫 鼬 |
| + 6    | 鼭                      |
| + 7    | 鼮 鼯 鼰                |
| + 8    | 鼱                      |
| + 9    | 鼲 鼳 鼴 鼵             |
| + 10   | 鼶 鼷 鼸 鼹             |
| + 15   | 鼺                      |